# نهر بيثام

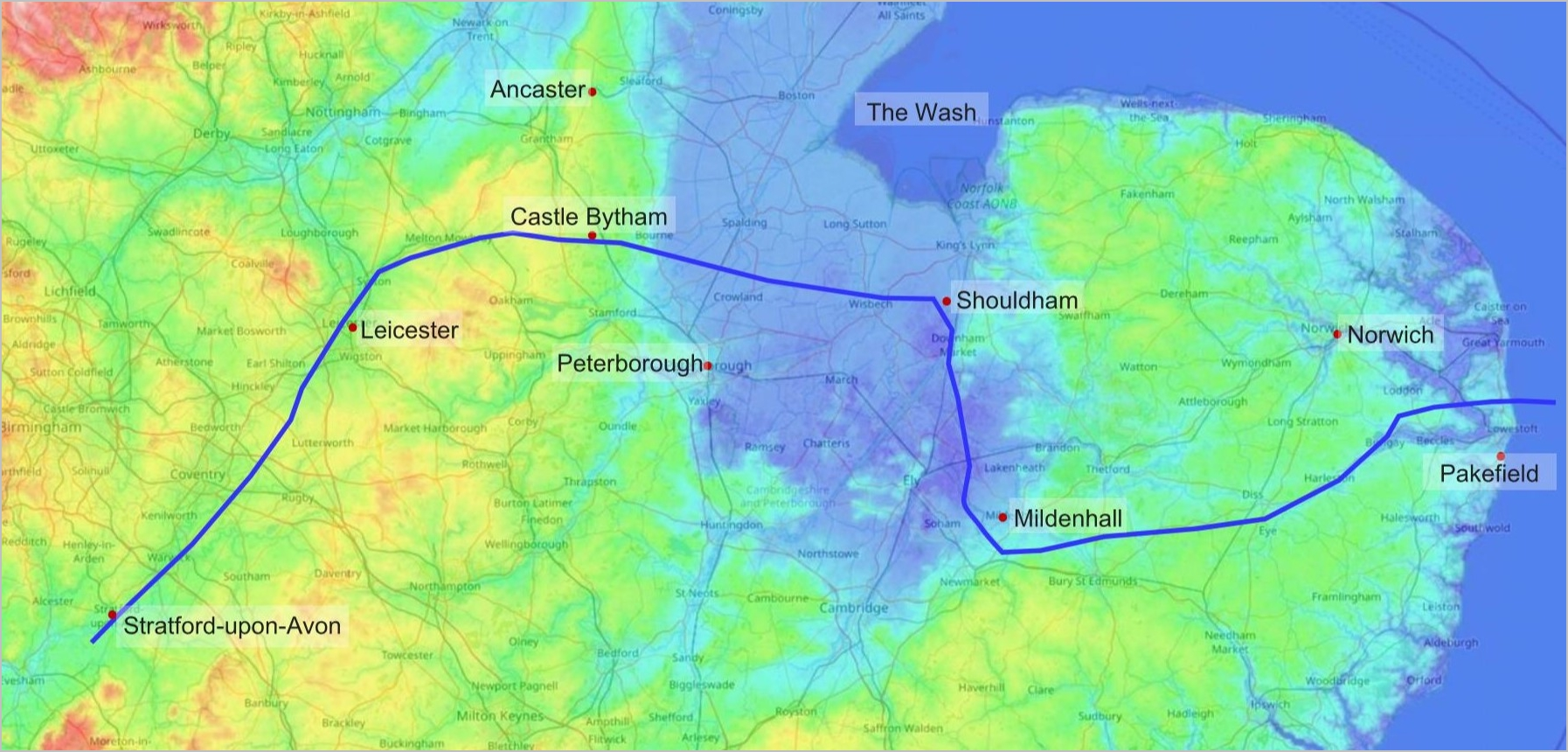
المسار التقريبي لنهر بيثام المفترض لفترة ما قبل أنجليا، على خريطة طبوغرافية حديثة

يقال إن نهر بيثام كان أحد أعظم أنهار العصر البلستوسيني في وسط وشرق إنجلترا حتى دمره تقدم الصفائح الجليدية في العصر الجليدي الإنجليزى [الإنجليزية] منذ حوالي 450.000 عام.

## عنه
سُمي النهر على اسم قلعة بيثام [الإنجليزية] في لنكولنشاير، حيث يُقال إن المجرى المائي عبر تلال الحجر الجيري في لنكولنشاير في وادٍ مدفون حالياً أسفل الحتات الإنجليزي. شملت منطقة مستجمعات المياه الخاصة بالنهر إلى الغرب من هذا الموقع، أجزاء واسعة من وركشير وليسترشير وديربيشاير. يتدفق نهر بيثام شرقاً من ذلك الموقع، عبر ما يُعرف اليوم بحوض فين إلى شولدهام، ثم جنوباً إلى ميلدنال، ثم شرقًا عبر شرق أنجليا. وكان يلتقى بنهر التمز الأولي [الإنجليزية] في دلتا بالقرب من ما يُعرف اليوم بحدود نورفولك/سوفولك ويصب في بحر الشمال. لاحقاً، رُبطت بريطانيا بالقارة عبر جسر بري والتقى نهر بيثام ببحر الشمال في مكان ما بعد الطرف الشمالي من ذلك الجسر البري.
مع تباطؤ نهر بيثام بعد تل وارن [في نورفولك] باتجاه دلتاه على ما يُعرف اليوم بساحل شرق أنجليا، ترسبت الرواسب على حافة الخليج الضخم المواجه للشمال، والذي يتدفق إليه نهر الراين أيضاً. وربما كانت مواقع مجاري نورتون الفرعية في نورفولك وباكفيلد القريبة، عبر الحدود مباشرة في سوفولك، مرتبطة بنهر بيثام، في زمن كان فيه مناخ بريطانيا معتدلاً ومتوسطياً، وكان هذا الجزء من شرق أنجليا سهلاً خصيباً للمصب.— كتب كريس سترينغر [الإنجليزية]
لقد تجاوز تقدم الجليد الإنجليزي الذي أعقب ذلك، مع وصول مقدمته الجليدية إلى الجنوب على الأقل حتى لندن وبرمنغهام، كل أو معظم منطقة مستجمعات المياه في بيثام. ثم انقطع مجرى النهر في منطقة حوض فين. بعد تراجع الجليد، أصبح القسم الغربي المتبقي من نهر بيثام جزءاً من حوض نهر ترينت، وأصبح القسم الشرقي المتبقي منه مقدمة لنهر وافيني، الذي يمر عبر شرق إنجلترا.
كان موضع نهر بيثام محل نزاع في منتصف العقد الأول من القرن الحادي والعشرين. فقد قيل إن القسم الشرقي من النهر المفترض، الذي يتدفق عبر وسط شرق إنجلترا، كان في الواقع جزءاً من مجرى مائي لما قبل أنجليا، ولكنه كان يتدفق من الشمال الغربي، عبر ثغرة أنكاستر [الإنجليزية] في لنكولنشاير. وقد توقف نهر «ترينت الأولي» هذا بشدة بسبب التجلد الإنجليزي. وقد اقتُرح أيضاً أن القسم الغربي من «نهر بيثام» المفترض كان جزءاً من مجرى مائي لما بعد أنجليا يتدفق من الجنوب الغربي إلى الشمال الشرقي من وارويكشاير إلى بحر الشمال عبر واش. كما تغير تشكيل «نهر سور الأولي» هذا أيضاً بتأثير التجلد، ولكن في هذه الحالة كان بسبب تقدم الجليد الولستوني اللاحق. لم تلتحم تلك الأقسام الغربية والشرقية أبداً لتشكيل «نهر بيثام».
وأكدت دراسة أخرى أن دحض وجود نهر بيثام «يتناقض مع وفرة الأدلة»، وأن رواسب الرمل والحصى في نهر سور البدائي في ليستر شاير «لا يمكن أن تكون قد تشكلت إلا بنهر يتدفق شرقاً عبر شرق أنجليا» (أي، وفقاً لهذه الدراسة، عبر نهر كبير في فترة ما قبل أنجليا، وهو نهر بيثام).